# Девілл (Луїзіана)
Девілл (англ. Deville) — переписна місцевість (CDP) в США, в окрузі Рапід штату Луїзіана. Населення — 1761 особа (2020).

## Географія
Девілл розташований за координатами 31°20′42″ пн. ш. 92°8′30″ зх. д. / 31.34500° пн. ш. 92.14167° зх. д. (31.344944, -92.141801).  За даними Бюро перепису населення США в 2010 році переписна місцевість мала площу 34,27 км², з яких 34,04 км² — суходіл та 0,23 км² — водойми.

## Демографія
Згідно з переписом 2010 року, у переписній місцевості мешкали 1764 особи в 646 домогосподарствах у складі 514 родин. Густота населення становила 51 особа/км².  Було 730 помешкань (21/км²).
Расовий склад населення:
| - 98,3 % — білих - 0,5 % — корінних американців - 0,2 % — азіатів - 0,1 % — чорних або афроамериканців |

До двох чи більше рас належало 0,6 %. Частка іспаномовних становила 0,3 % від усіх жителів.
За віковим діапазоном населення розподілялося таким чином: 27,0 % — особи молодші 18 років, 60,4 % — особи у віці 18—64 років, 12,6 % — особи у віці 65 років та старші. Медіана віку мешканця становила 36,8 року. На 100 осіб жіночої статі у переписній місцевості припадало 99,1 чоловіків;  на 100 жінок у віці від 18 років та старших — 100,0 чоловіків також старших 18 років.
Середній дохід на одне домашнє господарство  становив 52 512 долари США (медіана — 41 161), а середній дохід на одну сім'ю — 64 518 доларів (медіана — 75 546). За межею бідності перебувало 12,2 % осіб, у тому числі 0,0 % дітей у віці до 18 років та 38,7 % осіб у віці 65 років та старших.
Цивільне працевлаштоване населення становило 682 особи. Основні галузі зайнятості: освіта, охорона здоров'я та соціальна допомога — 32,8 %, роздрібна торгівля — 20,1 %, виробництво — 19,9 %.